# Apofenia

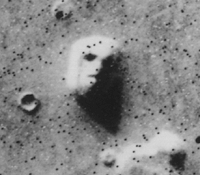
La “cara de Marte” fue una de las imágenes más impactantes y notables tomadas durante las misiones Viking al planeta rojo (las motas negras representan errores en los datos). La imagen, que se parecía inequívocamente a un rostro humano, hizo que muchos plantearan la hipótesis de que era obra de una civilización extraterrestre. Imágenes posteriores revelaron que se trataba de un rasgo mundano que parecía un rostro debido al ángulo del Sol.

La apofenia (del griego ἀπό, apó, "separar, alejar", y φαίνειν, phaínein, "aparecer, manifestar(se) como fenómeno, fantasía") es la experiencia que consiste en percibir patrones, conexiones o ambos en sucesos aleatorios o en datos aparentemente sin sentido. Este término tiene acepciones diferentes en los ámbitos de la psicología y de la estadística, donde también suele utilizarse.

## Historia del término
El término fue acuñado en 1959 por el neurólogo y psiquiatra alemán Klaus Conrad, quien lo definió como «visión sin motivos de conexiones» acompañada de «experiencias concretas de dar sentido anormalmente a lo que no lo tiene». Por ejemplo, se piensa en un teléfono y este suena por casualidad; sin embargo, se puede creer que sonó porque el pensamiento lo provocó. Algunos profesionales de salud de urgencias creen que las noches de luna llena son más agitadas que las demás; esto se debe a que se presta atención cuando efectivamente ocurren simultáneamente, y se ignoran los casos que se oponen a la creencia.
En 2001 el neurocientífico Peter Brugger citó la terminología de Conrad, y definió este término como la "percepción no motivada de conexiones", acompañada de la "experiencia específica de dar un significado anormal". Brugger planteó que la sucesión de apofenias puede resultar de la actividad en exceso del sistema dopaminérgico. En otras palabras, sería la liberación de dopamina en cantidades anormales la que ocasionaría la constante aparición de la percepción de coincidencias y patrones. "Entre más dopamina, mayor la capacidad de creer cualquier cosa".

## Estadística
En estadística, la apofenia suele estar relacionada con un error de tipo I, que puede llevar a conclusiones falsas en una investigación. La probabilidad de encontrar una asociación espuria o casual entre dos variables, y creer erróneamente que se ha encontrado una asociación real, se incrementa cuando en lugar de aplicar el método científico se realiza el hackeo estadístico de una base de datos (p-hacking). Esta mala práctica consiste en jugar con una base de datos y relacionar la variable dependiente con todas las posibles variables independientes hasta encontrar una asociación estadísticamente significativa, sin haber establecido previamente un marco conceptual y una hipótesis de investigación que justifiquen por qué se van a estudiar estas relaciones. La publicación de estos resultados en revistas científicas es una de las causas de la pérdida de credibilidad y reproducibilidad de la ciencia, lo que ha llevado a muchos científicos a realizar manifiestos de alerta.

## Psicología
Conrad describió originalmente este fenómeno en relación con la distorsión de la realidad presente en la psicosis y se ha sugerido que la apofenia puede estar vinculada con la creatividad, pero se ha utilizado más ampliamente para describir esta tendencia en individuos sanos, sin que esto implique necesariamente la presencia de enfermedades neurológicas o mentales. La apofenia también se usa a menudo como explicación de afirmaciones paranormales o religiosas. A la larga, todos seríamos descendientes de aquellos homínidos cuyos cerebros asociaron los ruidos detrás de la hierba con la presencia de un animal hostil al acecho. Ante estas presiones ambientales, la percepción de patrones y la supuesta intencionalidad de los eventos naturales son sensaciones emergentes inevitables. Se piensa que los seres humanos somos criaturas buscadoras de patrones por naturaleza, pues la evolución seleccionó positivamente la asociación entre eventos.

## Neurociencia
La relación entre este fenómeno y la actividad cerebral ha sido muy estudiada. Por ejemplo, una investigación del 2007 sugirió que la corteza temporal izquierda (donde se origina la apofenia) podría ser fundamental en el pensamiento mágico y, por ende, en la generación de creencias y experiencias anómalas.
Una investigación del 2019 exploró por qué algunas personas tienden a percibir coincidencias significativas (un aspecto de la apofenia). Los hallazgos mostraron que aquellos más propensos a esta tendencia exhiben una mayor actividad cerebral en regiones asociadas con la memoria de trabajo, necesaria para mantener información a corto plazo, mientras que presentan una menor actividad en áreas frontales. Si una persona tiene una menor capacidad de memoria de trabajo, es posible que su cerebro tenga dificultades para procesar información compleja.

## Pareidolia
La apofenia se asemeja a la ilusión llamada pareidolia, solo que en la pareidolia se perciben formas reconocibles en objetos de la vida cotidiana, como ver caras en las nubes.[cita requerida]

## Ejemplos de apofenia en el cine y la televisión
- En el capítulo 7 de la primera temporada de la serie Houdini & Doyle, Harry Houdini menciona este fenómeno cuando Arthur Conan Doyle descubre lo que parece ser un patrón: "Estamos hechos para encontrar patrones; nos ayuda a descubrir predadores (...) Y nos hace ver caras en todos lados: desde el hombre en la Luna a Jesús en una tostada." Conan Doyle responde aludiendo al término apofenia, y añade: "A veces las ves en la frente de la gente". Descubren así en las marcas halladas en el cuello de dos víctimas la marca de Abadón.[11]
- La película de suspense El número 23, protagonizada por Jim Carrey, narra la historia de un hombre que se obsesiona con el número 23.
- En la película de Darren Aronofsky Pi el protagonista se obsesiona con encontrar la base o modelo de números que conforman la Torá.
- En la tercera temporada de la serie Stranger Things al personaje de la señora Byers (interpretada por Winona Ryder) le explican que quizás sufre de apofenia por encontrar patrones donde no los hay, respecto a estar viendo en distintos lugares cómo se caen los imanes caseros.
- En el capítulo 3 de la serie Gambito de dama, la periodista le explica al personaje central, una chica muy hábil en el ajedrez desde su infancia, qué es la apofenia, al tratar de entender su extraordinaria capacidad.